# Nepeta tuberosa
Nepeta tuberosa – вид рослин родини глухокропивові (Lamiaceae).

## Опис
Вічнозелена трава має товсті бульбові коріння. Стебла тверді, 30-160 см, іноді розгалужені. Листя 3–12 см × 1,3–3, ланцетні. Віночок (7)9–12(14) мм, фіолетовий. Горішки 1,4–1,7 × 0,9–1,1 мм. Квітне з травня по червень.

## Поширення
Північна Африка: Алжир; Марокко. Південна Європа: Італія — Сицилія; Португалія; Гібралтар; Іспанія. Населяє соснові, ялівцеві, дубові рідколісся, чагарники, узбіччя, луки, пасовища на будь-яких ґрунтах; (50)800—1800 м.